# Krzysztof Krawczyk (chanteur)
Pour les articles homonymes, voir Krawczyk et Krzysztof Krawczyk.
Krzysztof January Krawczyk, né le 8 septembre 1946 à Katowice et mort le 5 avril 2021 à Łódź, est un chanteur et compositeur polonais.

## Biographie
Dans les années 1963-1973 et en 1976, Krzysztof Krawczyk est connu comme chanteur au sein du groupe très populaire Trubadurzy (les troubadours), et à partir de 1973, comme artiste solo. Il a remporté de nombreux succès. Sa popularité s'est traduite par de nombreuses tournées de concerts en Europe et dans le monde, ainsi que par les prix et distinctions qui lui ont été décernés en Pologne et à l'étranger. Au cours de sa carrière, il a chanté et enregistré des albums dans divers genres musicaux, pop, rhythm and blues, swing, soul, jazz, rockn'roll, country, tango, chants de Noël et chansons religieuses, dance, folk, funky, reggae, musique tsigane, etc.
Ses chansons ont été reprises par  de nombreux autres interprètes et groupes, notamment: T.Love, Aleksandra Szwed, Robert Janowski, Mariusz Kalaga, Maciej Maleńczuk, Robert Rozmus, Stachursky, Piotr Gąsowski, Michał Milowicz, Robert Moskwa, Janusz Józefowicz, Natasza Urbańska, Krzysztof Hanke, Krzysztof Respondek, Piotr Cugowski, Rafał Brzozowski et Sławomir Zapała.
En octobre 2020, pour des raisons de santé et la pandémie de Covid-19 en cours, il a complètement suspendu ses activités publiques et le groupe Krzysztof Krawczyk Family qui l'accompagnait pendant les concerts a été dissous. Il est mort deux jours après avoir quitté l'hôpital où il était soigné pour la Covid-19, son organisme étant trop affaibli par son combat contre la maladie par d'autres comorbidités dont il était atteint.

## Discographie

### avec le groupeTrubadurzy
- Kochana (1970) -  Or
- Zaufaj sercu (1971) -  Or
- Będziesz ty (1973) -  Or
- Znowu razem (1973) -  Or

### en solo
- Rysunek na szkle (1976) -  Or
- Jak minął dzień (1977) -  Or
- Good Rock & Roll (1980) -  Or
- Gdy nam śpiewał Elvis Presley (1994) -  Platine
- Canzone d'Amore (1995) -  Or
- Gdy nam śpiewał Elvis Presley 2 (1995) -  Platine
- Arrivederci moja dziewczyno (1997) -  Or
- Złota kolekcja – Pamiętam ciebie z tamtych lat (1999) -  Or
- Ojcu Świętemu śpiewajmy (1999) -  Or
- Daj mi drugie życie (2001) -  Platine
- ... Bo marzę i śnię (2002) -  Platine
- Live (2003) -  Or
- To co w życiu ważne (2004) -  Platine
- Jestem sobą (2004) -  Platine
- Tacy samotni (2007) -  Or
- Leksykon Krzysztofa Krawczyka (2008) -  2 × Platine
- Warto żyć (2009) -  Platine
- Nigdy nie jest za późno (2010) -  Or

## Récompenses et distinctions
- Croix d'or de l'ordre du Mérite polonais, avec les autres membres des Trubadurzy (2004)
- Chevalier de l'ordre Polonia Restituta (2004)
- Médaille d'or du Mérite culturel polonais Gloria Artis, avec les autres membres des Trubadurzy (2017) ; médaille d'argent en 2011
- Fryderyk d'or pour l'ensemble de son œuvre (2021)